# Epitettix dammermanni
Epitettix dammermanni är en insektsart som beskrevs av Günther, K. 1939. Epitettix dammermanni ingår i släktet Epitettix och familjen torngräshoppor. Inga underarter finns listade i Catalogue of Life.